# Ampriani
Ampriani (en cors Ampriani ) és un municipi francès, situat a la regió de Còrsega, al departament d'Alta Còrsega. L'any 1999 tenia 14 habitants.

## Demografia
| 1962 | 1968 | 1975 | 1982 | 1990 | 1999 |
| ---- | ---- | ---- | ---- | ---- | ---- |
| 24   | 34   | 41   | 36   | 31   | 14   |

## Administració
| Període   | Identitat                   | Partit | Qualitat |  |
| --------- | --------------------------- | ------ | -------- |  |
| -1995     | Ange Michel Renucci         |        |          |  |
| 1995-2008 | Huguette Ghilardi           |        |          |  |
| 2008-     | Pierre-François Dompietrini |        |          |  |